# Pandolfo IV. Malatesta
Pandolfo IV. Malatesta, genannt Pandolfaccio (* 5. Juli 1475 in Rimini; † Juni 1534 in Rom), war ein italienischer Condottiere, Herr von Rimini und anderen Städten der Romagna.

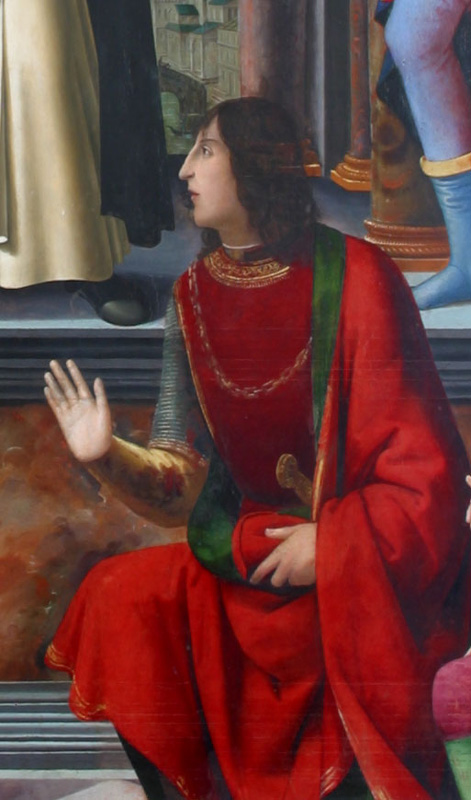
Pandolfo IV Malatesta nella Pala di San Vincenzo Ferrer del Ghirlandaio (ca. 1493–96)

Wappen der Familie Malatesta

## Leben
Pandolfo entstammte dem Haus Malatesta und war der „natürliche Sohn“ von Roberto Malatesta, nach dessen Tod (1482) er zum Capitano Generale der Republik Venedig ernannt wurde. Vier Jahre später wurde er von König Alfons II. von Neapel zum Ritter geschlagen.
Im Jahr 1495 nahm er auf Betreiben der Venezianer an der Schlacht von Fornovo teil und belagerte später die von den Franzosen besetzte Mailänder Festung Novara. Pandolfos Gewalttätigkeit und seine Verbrechen machten ihn bei vielen unbeliebt: 1497 brach in Rimini ein erfolgloser Versuch der Entführung eines jungen Mädchens in einem Aufstand aus, den er nur durch venezianisches Eingreifen niederschlagen konnte. Einem weiteren Komplott entkam er 1498.
Zwei Jahre später fiel Cesare Borgia in Pandolfos Gebiete ein und Papst Alexander VI., Cesares Vater, exkommunizierte ihn. Von seinen Verbündeten im Stich gelassen, war Pandolfo gezwungen, Rimini für 2.900 Dukaten zu verkaufen und es für die nächsten Jahre Venedig zu überlassen. Nach dem Tod von Alexander nutzte er die Krankheit von Cesare Borgia, um 1503 Rimini anzugreifen und zu erobern, jedoch ohne bleibenden Erfolg. Im Jahr 1509 nahm er an der Schlacht von Agnadello teil, wechselte nach der venezianischen Niederlage die Seiten und unterwarf sich dem Heiligen Römischen Kaiser. Anschließend belagerte er Padua, musste jedoch in sein Lehen Cittadella zurückkehren, das ihm 1512 offiziell zugesprochen wurde. Danach kehrte er nach Venedig zurück.
Im Jahr 1522 gelang es Pandolfo zusammen mit seinem Sohn Sigismondo, Rimini für kurze Zeit zu erobern. Nach der Plünderung Roms und der Gefangennahme von Papst Clemens VII. versuchten die beiden Malatestas 1527 erneut, ihre ehemaligen Gebiete in Besitz zu nehmen, wurden aber von päpstlichen Söldnern vertrieben.
Die letzten Tage seines Lebens verbrachte er schließlich verarmt in Ferrara, unter dem Schutz des Herzogs Alfonso d’Este. Er starb 1534 in Rom und wurde in der Kirche Santa Maria in Trastevere beigesetzt.

## Abstammung
Pandolfo heiratete 1489 Violante Bentivoglio aus Bologna und sie hatten sieben Kinder:
- Sigismondo (1498–1543), Condottiere
- Roberto (?–1547)
- Isabella
- Annibale
- Ginevra (?–1567), verheiratet mit Lodovico degli Obizzi
- Malatesta (?–1549), Condottiere
- Galeotto (?–1543)

Als Witwer heiratete er Ippolita di Sebastiano Tebaldi, mit der er zwei Kinder hatte:
- Valerio
- Cassandra

Er hatte auch einen unehelichen Sohn:
- Scipione